# Редькович Павло Миколайович
Павло́ Микола́йович Редькович (нар. 25 серпня 1992, с. Майдан Ковельського району, Волинської області — † 31 серпня 2014, Георгіївка) — солдат Збройних сил України.

## Біографія
Народився Павло Редькович 1992 року у селі Майдан. Закінчив загальноосвітню школу І ступеня, навчався в ЗОШ І-ІІ ступенів у сусідньому селі Новий Мосир, пізніше продовжив навчання в Луківському професійно-технічному училищі № 22 — . Після здобуття освіти у 2011 році був призваний до лав Збройних сил України, служив у 80-й окремій десантно-штурмовій бригаді у Львові. Після строкової служби вирішив залишитись у своїй військовій частині на контрактну службу. З початком російської збройної агресії брав участь у бойових діях з перших днів війни, разом із підрозділом брав участь у боях за Луганський аеропорт. 31 серпня 2014 року в бою в районі аеропорту Павло Редькович дістав поранення, і разом із товаришем, який намагався винести пораненого із зони обстрілу, потрапив у засідку й загинув.
Удома в Павла Редьковича залишилися мати, молодший брат, сестра та наречена, батько героя помер за два роки до загибелі сина.
Похований Павло Редькович на кладовищі в рідному селі Майдан 7 вересня 2014 року.

## Нагороди
- 23 травня 2015 року — за особисту мужність і героїзм, виявлені у захисті державного суверенітету та територіальної цілісності України, вірність військовій присязі під час російсько-української війни, відзначений — нагороджений орденом «За мужність» III ступеня (посмертно).
- 22 травня 2015 року, в річницю бою під Волновахою, у Ковелі урочисто відкрито пам'ятну стелу на честь жителів міста й району, які загинули під час російсько-української війни — Олександра Артемука, Станіслава Максимчука, Олексія Тарасюка, Романа Данилевича, Андрія Мостики, Олександра Ярмолюка, Андрія Омелянюка, Олександра Абрамчука, Анатолія Шиліка, Сергія Дем'яника, Андрія Задорожнього та Павла Редьковича.[5][6]
- 31 серпня 2015 року, за рік після загибелі Павла Редьковича, у центрі його рідного села Майдан урочисто відкрито меморіальну дошку на честь полеглого героя — за участю голови районної адміністрації та голови районної ради, однокласників, родичів та бойових побратимів.[7][2] Під час відкриття меморіальної дошки урочисто вручено матері солдата орден «За мужність», яким нагороджено її сина, та подяку голови обласної адміністрації.[3]
- нагрудний знак «За оборону Луганського аеропорту» (посмертно)
- Його портрет розміщений на меморіалі «Стіна пам'яті полеглих за Україну» у Києві: секція 4, ряд 5, місце 12
- Вшановується 31 серпня на щоденному ранковому церемоніалі вшанування українських захисників, які загинули цього дня у різні роки внаслідок російської збройної агресії[8]